# Иберо-Америка

Image:Iberoamérica.png

Ибе́ро-Аме́рика, или Ибероамерика, — определение, использующееся со второй половины XIX века для обозначения части мира, объединяющей испано- и португалоязычные государства Европы и Латинской Америки.
Термин происходит от названия Иберийского (Пиренейского) полуострова, на котором располагаются Испания и Португалия, захватившие в XVI—XVII веках земли Центральной и Южной Америки.
В России термин употребляется сравнительно редко, однако при МГИМО имеется Иберо-Американский центр, специализирующийся на иберо-американистике. При Институте Латинской Америки РАН существует Ассоциация исследователей ибероамериканского мира, издается журнал «IberoAmérica» на испанском языке. Всероссийская государственная библиотека иностранной литературы имени М. И. Рудомино располагает Ибероамериканским культурным центром.

## История
История Иберо-Америки начинается с завоевательных походов конкистадоров в страны Южной Америки.
- 1499 год — Америго Веспуччи и Алонсо де Охеда достигают устья реки Ориноко и открывают Американский континент.
- 1523 год — Испания основывает постоянную военную базу и поселение на Ямайке.
- 1531 год — Франсиско Писарро вторгается в Перу и покоряет Империю Инков, наиболее мощное государство южноамериканских индейцев.
- 1536 год — Испанские поселенцы основывают Буэнос-Айрес, который позднее под натиском индейцев покинули, а затем заселили вновь.
- 1539 год — В Мехико открывается первая типография в Новом Свете.
- 1551 год — В Лиме и Мехико основаны первые университеты Латинской Америки.

В XVI—XVII веках под властью испанской короны были объединены почти все земли Центральной и Южной Америки. Часть земель находилась под властью португальской короны.

## Государства Иберо-Америки
- Испаноязычные государства: (более 400 миллионов человек)

 Аргентина 38,747,000
 Боливия 9,182,000
 Венесуэла 26,749,000
 Гватемала 12,599,000
 Гондурас 7,205,000
 Доминиканская республика 8,895,000
 Испания 47,116,000
 Колумбия 45,600,000
 Коста-Рика 4,401,000
 Куба 11,269,000
 Мексика 107,029,000
 Никарагуа 5,487,000
 Панама 3,232,000
 Парагвай 6,158,000
 Перу 27,968,000
 Пуэрто-Рико 3,955,000
 Сальвадор 6,881,000
 Уругвай 3,463,000
 Чили 16,295,000
 Эквадор 13,228,000
- Португалоязычные государства: (около 200 миллионов человек)

 Бразилия 196,342,592
 Португалия 10,495,000
- Каталоноязычные государства:

 Андорра 69,150